# Dothidella apiculata
Dothidella apiculata är en svampart som beskrevs av Sacc. & Berl. 1885. Dothidella apiculata ingår i släktet Dothidella och familjen Polystomellaceae.   Inga underarter finns listade i Catalogue of Life.